# Casaletto Spartano
Casaletto Spartano – miejscowość i gmina we Włoszech, w regionie Kampania, w prowincji Salerno.
Według danych na rok 2004 gminę zamieszkiwało 1680 osób, 24 os./km².